# Paperless-ngx
Paperless-ngx ist ein freies, quelloffenes Dokumentenmanagementsystem (DMS), das physische Dokumente in ein durchsuchbares digitales Archiv umwandelt. Es wurde als Community-getriebener Fork des eingestellten Projekts paperless-ng entwickelt und wird aktiv weiterentwickelt.

## Funktionen
Paperless-ngx organisiert Dokumente über Tags, Korrespondenten, Dokumenttypen und benutzerdefinierte Felder. Es unterstützt die Volltextsuche, automatische Klassifizierung mittels maschinellen Lernens und speichert Dokumente im langzeitstabilen PDF/A-Format neben den Originaldateien. Die integrierte OCR-Funktion nutzt die Open-Source-Engine Tesseract, die mehr als 100 Sprachen erkennt. Zudem bietet es eine moderne Weboberfläche mit Drag-and-Drop-Upload, Mehrbenutzerunterstützung und Workflow-Automatisierung. Durch Automatisierungen und manuelles Hinzufügen können Tags vergeben werden, um Dokumente logisch zu gruppieren.
Dokumente können dabei über einen Konsum-Ordner zugeführt werden oder auch direkt E-Mail-Postfächer überwacht werden.

## Technische Umsetzung
Das System basiert auf Python mit Django, läuft in Docker-Containern oder nativ auf Linux-Servern und speichert Dokumente unverändert im Dateisystem. Metadaten werden in einer Datenbank verwaltet, was die Suche und Filterung optimiert.

## Rechtliche Konformität
In Deutschland wurde Paperless-ngx in Einzelfällen nach Prüfung durch Finanzbehörden als GoBD-konform eingestuft, sofern Prozessdokumentation, revisionssichere Backups und Audit-Logs vorhanden sind. Kritische Punkte wie die Nachvollziehbarkeit von Löschvorgängen erfordern jedoch zusätzliche Maßnahmen.

## Entwicklung und Rezeption
Seit seiner Einführung hat Paperless-ngx eine starke Community aufgebaut. Version 2.0 führte benutzerdefinierte Felder ein und strich die Unterstützung für Python 3.8.5. Es wird von Privatnutzern, kleinen Unternehmen und Hosting-Anbietern wie Portunity eingesetzt, die es als schlüsselfertige Lösung anbieten. Fachmedien wie heise loben die Flexibilität und Datensouveränität im Vergleich zu proprietären Systemen.